# Вила Пини (Кјети)
Вила Пини је насеље у Италији у округу Кјети, региону Абруцо.
Према процени из 2011. у насељу је живело 82 становника. Насеље се налази на надморској висини од 258 м.